# Michael Peña
Michael Peña, ameriški filmski in televizijski igralec, * 13. januar 1976, Chicago, Illinois, ZDA.
Igral je v številnih filmih, med njimi Usodna nesreča (2004), World Trade Center (2006), Strelec (2007), Opazuj in poročaj (2009), Oropaj bogataša (2011), Svetovna invazija: Bitka Los Angeles (2011), Zadnji obhod (2012) in Gangsterska enota (2013). Igral je tudi v filmih, kot so Ameriške prevare (2013), Cesar Chavez (2014), Marsovec (2015), Ant-Man (2015) in njegovo nadaljevanje Ant-Man in Osa (2018) ter Extinction (2018). Poleg tega je igral agenta DEA Kikija Camarena v prvi sezoni Netflixove serije Narcos: Mexico (2018) in agenta CIE Dominga Chaveza v 4. sezoni serije Prime Video Jack Ryan (2023).
Za svojo vlogo v filmu Zadnji obhod je bil nominiran za nagrado Independent Spirit Award za najboljšega stranskega igralca.